# Hilaira gertschi
Hilaira gertschi là một loài nhện trong họ Linyphiidae.
Loài này thuộc chi Hilaira. Hilaira gertschi được Herman Theodor Holm miêu tả năm 1960.